# Wojewodowie bracławscy

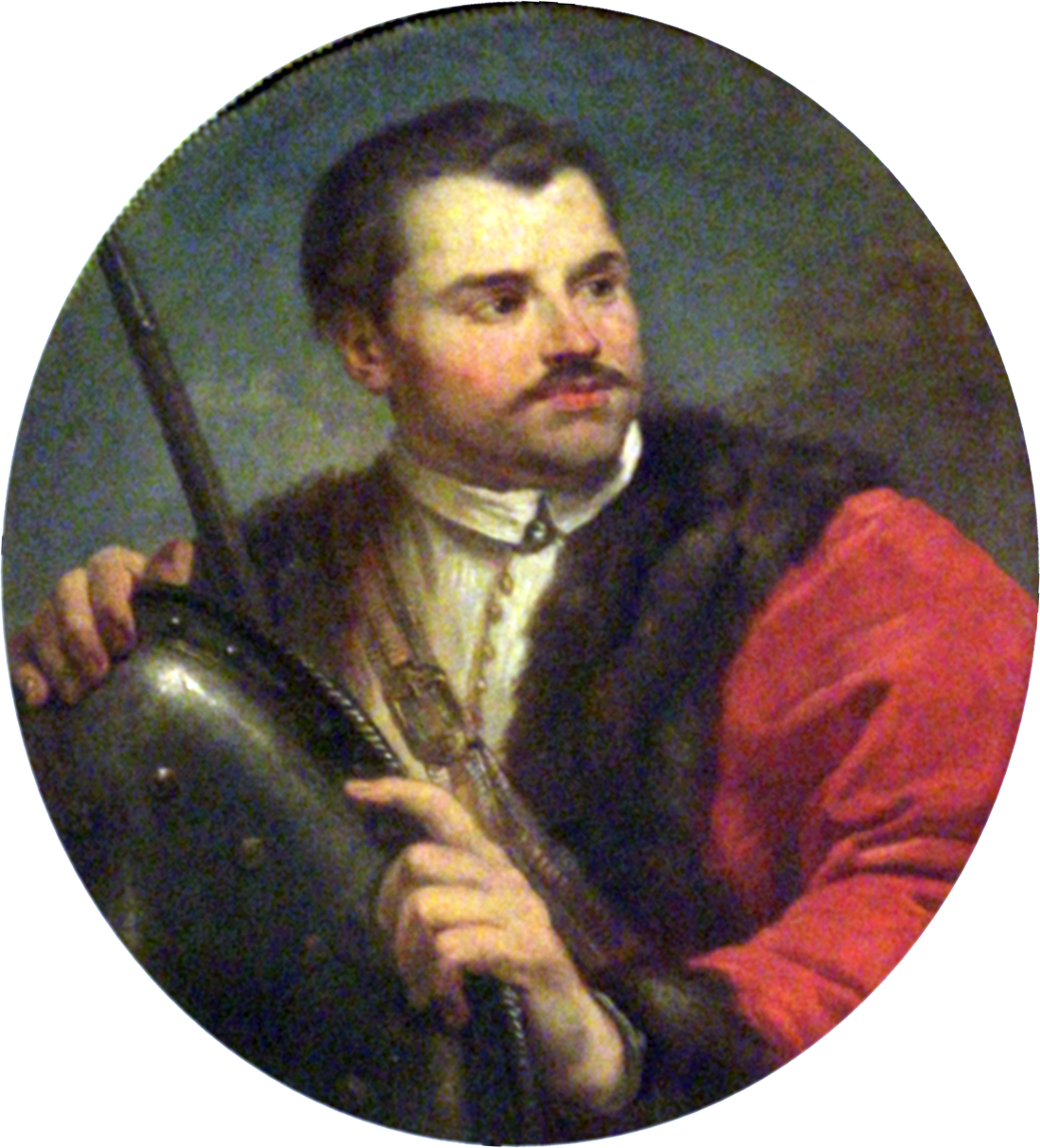
Pierwszy wojewoda bracławski Roman Sanguszko

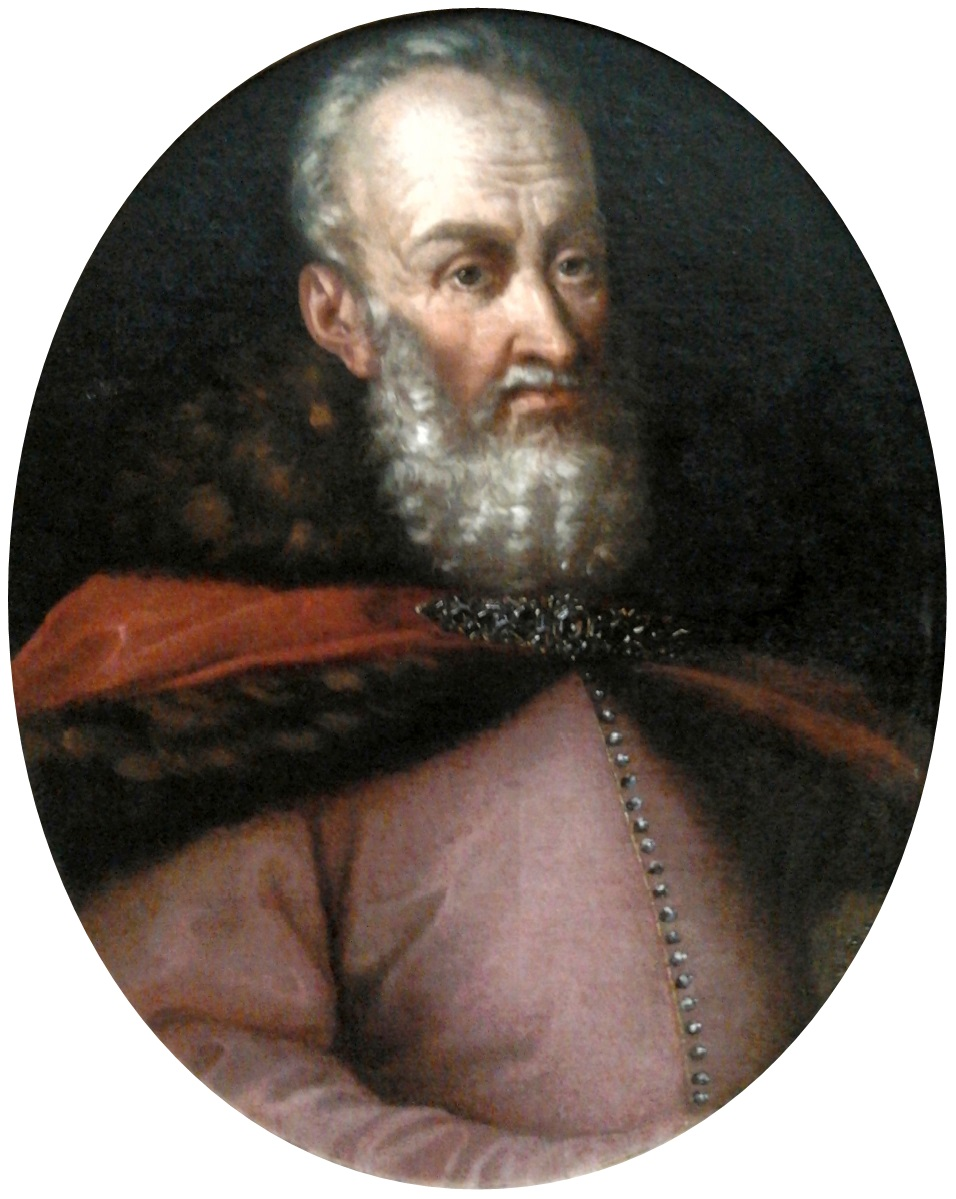
Stanisław Rewera Potocki

Wojewodowie województwa bracławskiego I Rzeczypospolitej.
- Roman Sanguszko 1566–1571[1]
- Andrzej Iwanowicz Korybut Wiśniowiecki 1571–1576[2]
- Janusz Zbaraski 1576–1608
- Jan Potocki 1608–1611
- Jakub Potocki 1611–1613
- Aleksander Zasławski 1615–1628
- Stefan Potocki 1628–1631
- Stanisław Rewera Potocki 1631–1636
- Łukasz Żółkiewski 1636
- Mikołaj Potocki 1636–1646
- Aleksander Dominik Kazanowski 1646–1648
- Adam Kisiel 1648–1649
- Władysław Gonzaga Myszkowski 1649–1650
- Stanisław Lanckoroński 1650–1652
- Piotr Potocki 1652–1657
- Michał Jerzy Czartoryski 1658–1661
- Andrzej Potocki 1661–1663
- Jan Potocki 1663–1675
- Konstanty Krzysztof Wiśniowiecki 1677–1678
- Marcin Zamoyski 1678–1682
- Mikołaj Leon Sapieha 1683–1685
- Jan Gniński 1685–1694[3]
- Marcin Chomętowski 1694–1704
- Jan Aleksander Koniecpolski 1704–1719
- Michał Stefan Jordan 1719–1739
- Stanisław Antoni Świdziński 1739–1754
- Jan Kajetan Jabłonowski 1754–1764
- Stanisław Lubomirski 1764–1772
- Maciej Lanckoroński 1772–1789
- Marcin Grocholski 1790–1795